# Střední průmyslová škola Mladá Boleslav
Střední průmyslová škola Mladá Boleslav je střední škola, která sídlí poblíž historického centra Mladé Boleslavi. Tato škola byla založena v roce 1867 jako jedna z prvních odborných škol na českém území.[zdroj?]
Škola sídlí v budově, kterou navrhl akademický architekt Jiří Kroha. Jde o významný příklad autorovy tvorby, který měl vliv na lokální dobovou architekturu, a který se vyznačuje zachovalým původním stavem jak po stránce stavební tak autentického původního vybavení. Na základě těchto kvalit byla škola v červenci 2017 vládou ČR vyhlášena za národní kulturní památku.